# Derichthyidae
Los deríctidos (Derichthyidae) son una familia de peces teleósteos del orden Anguilliformes, distribuidos por los océanos Atlántico, Índico y Pacífico. Su nombre procede del griego: deres (cuello, garganta) + ichthys (pez), por el estrechamiento tras la cabeza.
La cabeza tiene una serie de estrías paralelas que forman parte de un sistema sensorial; tienen aletas pectorales pero no aletas pélvicas; la aleta dorsal se origina por encima de la punta de las pectorales; ano muy atrás en el cuerpo<; longitud máxima descrita de 60 cm.
El hábitat de los adultos es mesopelágico a batipelágico.

## Géneros y especies
Existen solo 3 especies agrupadas en 2 géneros:
- Género Derichthys (Gill, 1884) - con hocico corto.[1]
  - Derichthys serpentinus (Gill, 1884)
- Género Nessorhamphus (Schmidt, 1931) - con hocico largo.[1]
  - Nessorhamphus danae (Schmidt, 1931)
  - Nessorhamphus ingolfianus (Schmidt, 1912)